# Only Time – The Collection
Pour les articles homonymes, voir Only Time.
Albums de Enya
Themes from Calmi Cuori Appassionati
(2001) Amarantine
(2005)
Only Time – The Collection est une compilation de quatre albums de la musicienne irlandaise Enya, sorti en 2002.
Ce coffret en velours mauve contient en plus des quatre albums de 51 pistes (dont certaines inédites), un livret d'images comprenant des informations sur les chansons présentes ainsi que les paroles. Le disque 4 offre également un écran de veille pour ordinateur aux couleurs du coffret et une vidéo de la chanson Oíche Chiúin.

## Liste des titres
| 1.  | Watermark             | 2:24 |
| 2.  | Exile                 | 4:20 |
| 3.  | Aldebaran             | 3:05 |
| 4.  | March of the Celts    | 3:15 |
| 5.  | Boadicea              | 3:28 |
| 6.  | The Sun in the Stream | 2:54 |
| 7.  | On Your Shore         | 3:59 |
| 8.  | I Want Tomorrow       | 4:02 |
| 9.  | Cursum Perficio       | 4:06 |
| 10. | Storms in Africa      | 4:03 |
| 11. | The Celts             | 2:56 |
| 12. | Miss Clare Remembers  | 1:59 |
| 13. | I Want Tomorrow       | 4:00 |

- Les chansons 3, 4, 5, 6, 10 & 12 figurent originellement sur l'album Enya
- Les chansons 1, 2, 7, 8, 9 & 11 figurent originellement sur l'album Watermarck

| 1.  | Orinoco Flow          | 4:25 |
| 2.  | Ebudæ                 | 1:53 |
| 3.  | River                 | 3:10 |
| 4.  | The Longships         | 3:36 |
| 5.  | Na Laetha Geal M'Óige | 3:54 |
| 6.  | Book of Days          | 2:55 |
| 7.  | Shepherd Moons        | 3:42 |
| 8.  | Caribbean Blue        | 3:56 |
| 9.  | Evacuee               | 3:49 |
| 10. | Evening Falls...      | 3:46 |
| 11. | Lothlórien            | 2:08 |
| 12. | Marble Halls          | 3:51 |

- Les chansons 1, 3, 4, 5 et 10 figurent originellement sur l'album Watermark
- Les chansons 2, 6, 7, 8, 9, 11 et 12 figurent originellement sur l'album Shepherd Moons

| 1.  | Afer Ventus                  | 4:06 |
| 2.  | No Holly for Miss Quinn      | 2:40 |
| 3.  | The Memory of Trees          | 4:18 |
| 4.  | Anywhere Is                  | 3:58 |
| 5.  | Athair Ar Neamh              | 3:39 |
| 6.  | China Roses                  | 4:47 |
| 7.  | How Can I Keep from Singing? | 4:22 |
| 8.  | Hope Has a Place             | 4:44 |
| 9.  | Tea-House Moon               | 2:41 |
| 10. | Pax Deorum                   | 4:58 |
| 11. | Eclipse                      | 1:30 |
| 12. | Isobella                     | 4:27 |

- Les chansons 1, 2 et 7 figurent originellement sur l'album Shepherd Moons
- les chansons 3, 4, 5, 6, 8, 9 et 10 figurent originellement sur l'album The Memory of Trees
- La chanson 11 figure originellement sur l'album A Box of Dreams
- La chanson 12 figure originellement sur l'album A Day Without Rain

| 1.  | Only Time                           | 3:38 |
| 2.  | A Day Without Rain                  | 2:38 |
| 3.  | Song of the Sandman (Lullaby)       | 3:40 |
| 4.  | Willows on the Water                | 3:00 |
| 5.  | Wild Child                          | 3:47 |
| 6.  | Flora's Secret                      | 4:05 |
| 7.  | Fallen Embers                       | 2:29 |
| 8.  | Tempus Vernum                       | 2:24 |
| 9.  | Deora Ar Mo Chroí                   | 2:48 |
| 10. | One by One                          | 3:53 |
| 11. | The First of Autumn                 | 3:08 |
| 12. | Lazy Days                           | 3:43 |
| 13. | May It Be                           | 3:30 |
| 14. | Oíche Chiúin (Silent Night)         | 3:45 |
| 15. | Oíche Chiúin (Silent Night) (vidéo) | :345 |

- Les chansons 1, 2, 5, 6, 7, 8, 9, 10, 11 et 12 figurent originellement sur l'album A Day Without Rain
- La chanson 3 est à l'origine la face-B du single Wild Child
- La chanson 4 figure originellement sur l'album A Box of Dreams
- La chanson 13 figure originellement sur l'album The Lord of the Rings: The Fellowship of the Ring

## Classements et certifications

### Classements hebdomadaires
| Classement (2002)             | Meilleure position |
| ----------------------------- | ------------------ |
| Allemagne (Media Control AG)  | 93                 |
| Pays-Bas (Mega Album Top 100) | 37                 |